# Orella de gat (grup de bolets)
Les orelles de gat són bolets ascomicots pertanyents a l'ordre dels pezizals; també anomenades orelles de rata, són bolets caracteritzats pels seus barrets en forma de sella de muntar a cavall. Poden tenir les cames irregularment solcades (orelles de gat) o bé llises (moragues). La majoria són bolets tardorals, alguns exclusivament primaverals.

## Espècies
Les espècies d'orelles de gat més corrents, ordenades per gèneres, són:

### Orelles de gat de cama solcada (Orelles de gat veres)
- Helvella crispa, orella de gat

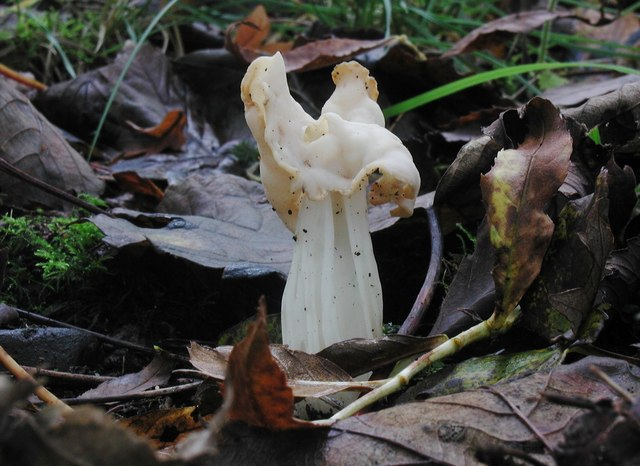
Orella de gat (Helvella crispa)

- Helvella fusca, orella de gat de pollancre
- Helvella lacunosa, orella de gat negra
- Helvella juniperi, orella de gat d’arenal
- Helvella pithyophila, orella de gat de cama fosca

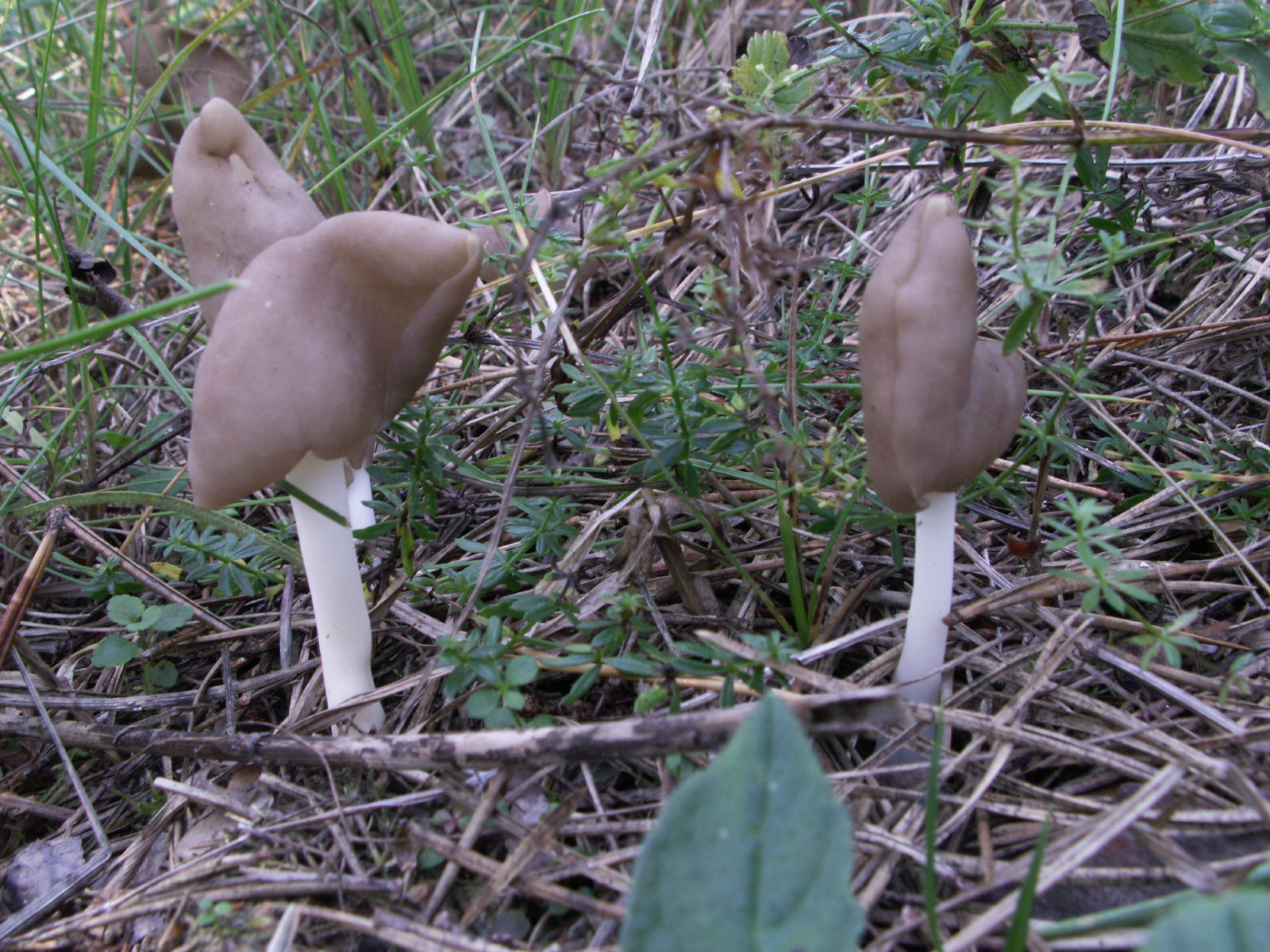
Moraga elàstica (Helvella elastica)

### Orelles de gat de cama llisa (Moragues)
- Paragyromitra infula, moraga de virosta
- Helvella elastica, moraga elàstica
- Helvella sublicia, moraga grisa
- Helvella atra, moraga negra
- Helvella monachella, moraga